# Казмін Олег Анатолійович
Олег Анатолійович Казмін (нар. 22 травня 1969) — радянський та український футболіст, захисник, згодом — футбольний суддя та тренер.

## Кар'єра гравця

### Ранні роки, Білорусь
Олег Казмін народився 22 травня 1969 року. Вихованець олександрійської ДЮСШ-2, перший тренер — Юрій Коваль. Дорослу футбольну кар'єру розпочав у 1988 році в складі клубу «Шинник» (Бобруйськ), який виступав у чемпіонаті Білоруської РСР. У 1988 році разом з командою став володарем Кубку сезону БРСР. У 1989 році залишив Бобруйськ та переїхав до Могильова, де став гравцем місцевого клубу «Дніпро», який виступав у Другій союзній лізі. У складі «дніпрян» у другій лізі зіграв 71 матч та відзначився 6-ма голами.

### «Поліграфтехніка»
У 1991 році Олег повертається до Олександрії, де стає гравцем аматорського клубу «Поліграфтехніка». Того року зіграв у 5-ти матчах чемпіонату України серед КФК та допоміг олександрійцям стати бронзовими призерами першості. У складі олександрійців дебютував на професіональному рівні 11 квітня 1992 року в переможному (1:0) домашньому поєдинку 8-го туру підгрупи 1 першої ліги чемпіонату України проти сумського «Автомобіліста». Олег вийшов на поле на 82-ій хвилині, замінивши Станіслава Козакова. Дебютним голом у футболці «поліграфів» відзначився 30 червня 1993 року на 60-ій хвилині переможного (3:1) домашнього поєдинку 43-го туру першої ліги чемпіонату України проти СК «Одеси». Казмін вийшов на поле в стартовому складі та відіграв увесь матч. Протягом свого перебування в складі «Поліграфтехніки» в чемпіонаті України зіграв 139 матчів та відзначився 5-ма голами, ще 6 поєдинків провів у кубку України. У сезоні 1993/94 років разом з олександрійцями став бронзовим призером першої ліги чемпіонату України.

### «Кремінь»
У 1996 році перейшов до складу вищолігового кременчуцького «Кременя». Дебютував у складі кременчужан 3 березня 1996 року в переможному (3:1) виїзному поєдинку 1/16 фіналу кубку України. Олег вийшов на поле на 78-ій хвилині, замінивши Сергій Ателькіна. У чемпіонаті України дебютував за «Кремінь» 23 березня 1996 року в переможному (3:2) домашньому поєдинку 20-го туру вищої ліги чемпіонату України проти запорізького «Торпедо». Казмін вийшов на поле на 86-ій хвилині, замінивши Адальберт Корпонай. Єдиним голом у футболці «Кременя» відзначився 30 травня 1997 року на 67-ій хвилині програного (2:4) виїзного поєдинку 28-го туру вищої ліги чемпіонату України проти донецького «Шахтаря». Олег вийшов на поле в стартовому складі та відіграв увесь матч. Загалом у складі «Кременя» в чемпіонатах України зіграв 17 матчів та відзначився 1 голом, ще 1 поєдинок провів у кубку України.

### «Нива» та «Локомотив»
У 1997 році перейшов до вінницької «Ниви». Дебютував за вінницьку команду 30 липня 1997 року в переможному (3:0) домашньому поєдинку 1-го туру першої ліги чемпіонату України проти луганської «Зорі». Казьмін вийшов на поле в стартовому складі та відіграв увесь матч. Протягом свого перебування в «Ниві» зіграв 4 матчі в першій лізі чемпіонату України.
У сезоні 1998/99 років зіграв 3 матчі (1 гол) у складі аматорського клубу «Локомотив» (Знам'янка).

## Суддівська та тренерська кар'єра
По завершенні кар'єри футболіста розпочав займатися суддівством. У суддівському корпусі представляв місто Олександрія. Відсудив 87 матчів як боковий арбітр.
З червня 2007 по 2012 роки займав посаду начальника команди ПФК «Олександрії».

## Досягнення
- Перша ліга чемпіонату України
  -  Бронзовий призер (1): 1993/94

- Чемпіонат України з футболу серед команд КФК
  -  Бронзовий призер (1): 1991